# Comuna Lavrîkiv, Jovkva
Lavrîkiv (în ucraineană Лавриків) este o comună în raionul Jovkva, regiunea Liov, Ucraina, formată din satele Babii, Horodjiv, Kipti, Lavrîkiv (reședința), Mavdrîkî, Okopî, Panciîșînî și Vihti.

## Demografie
Componența lingvistică a comunei Lavrîkiv
     Ucraineană (99,9%)
     Alte limbi (0,09%)
Conform recensământului din 2001, majoritatea populației comunei Lavrîkiv era vorbitoare de ucraineană (99,9%), existând în minoritate și vorbitori de alte limbi.